# 建溪
建溪位於中國福建省，是閩江上游三大支流之一，河長294公里，流域面積16396平方公里，流域內降雨為福建省最多地區，其年徑流量佔閩江約1/3。
其上源有崇陽溪、南浦溪、松溪三個源流。分別發源於武夷山、仙霞嶺、百山祖。其中崇陽溪與松溪在建甌交會後稱為建溪。在南平與富屯溪、沙溪匯合後稱為閩江。 

## 流域
建溪源頭在武夷山脈和仙霞嶺餘脈，建溪長度自南浦溪上游海溪源頭算起，位於仙霞嶺南側浦城縣忠信鄉關口村將軍山南坡。南浦溪與崇陽溪在建甌匯合後稱為建溪，松溪在建甌水西匯入。至延福門與沙溪、富屯溪匯合，注入閩江。建溪主流全長294公里，流域面積為16396平方公里，約占閩江流域面積的百分之廿六點八八。 

## 水文
建溪流域位處於高雨地區，氣候溫和濕潤，年平均降雨量1800至2200毫米。年均流量每秒521立方公尺，年徑流量164億立方公尺，約占閩江總流量的三分之一，春夏季的徑流量占全年的百分八十左右。

## 城市
建溪通過崇安、建陽、浦城、松溪、政和、建甌、南平等七個縣市。

## 題詠
- 建溪（宋•鄭叔明）

水色山光表裏清，野花溪柳意相迎。

狂歌驚鷺灘頭散，攲枕看雲嶺上生。

峰曲轉帆疑路盡，潭深飛棹覺舟輕。

歸程漸喜鄉關近，竹戶楓林雞犬聲。

- 建溪舟行（宋•黄裳）

兩岸青山倒影濃，一江秋色兩山中。

扁舟不怯泝流水，天意借人帆上風。